# Смедеревская крепость
Смедеревская крепость (серб. Смедеревска тврђава) — расположенная на берегу Дуная крепость начала XV века, откуда правил Сербской деспотией Георгий Бранкович. Вокруг крепости со временем возник город Смедерево. Захват крепости турками в 1459 году ознаменовал окончательное падение средневековой сербской государственности.

## История
Бранковичи начали строительство крепости в 1428 году. Так как Белград находился в руках венгров, Смедерево фактически стало новой столицей Сербии. В 1430 году строительство Малого града крепости, включая дворец и другие здания, было завершено. В период с 1430—1439 воздвигнут Великий град, контуры которого имеют треугольную форму, общей площадью 11 га, благодаря чему Смедеревская крепость вошла в число наиболее крупных равнинных крепостей Европы.
Внутри Малого града, у ближней к Дунаю стены, располагалась зала для приёмов, в которой проходила жизнь средневекового двора. Также в Малом граде располагалась ювелирная мастерская, типография, чеканились монеты. В пределах Великого града располагались придворная и Благовещенская церкви; в последней хранились предполагаемые мощи Святого Луки. Великий град был также известен как ремесленный и торговый центр, в котором функционировала колония из Дубровника.
В 1459 году была захвачена Османской империей. В 1867 году, во время правления князя Михаила Обреновича, ключи от Смедеревской крепости были возвращены Сербии.
Во время Второй мировой войны немецкие войска использовали крепость для хранения боеприпасов. 5 июня 1941 года боеприпасы взорвались и уничтожили часть крепостных сооружений. При взрыве погибло около 2 500 человек и более 5 000 было ранено. В 1944 году бомбёжка авиации союзников вызвала ещё большие повреждения крепости.

## Архитектура
Смедеревская крепость — монументальный комплекс, напоминающий в плане неправильный треугольник. С одной стороны крепость граничит с Дунаем, с другой — с рекой Езава, а с третьей стороны открыта и защищена лишь крепостными сооружениями.
Крепость окружена 1,5-километровой стеной толщиной более 2 метров и имеет 25 башен (в том числе 19 башен Великого града и 6 башен Малого града) высотой приблизительно 25 метров.